# 维拉湾海战
维拉湾海战（Battle of Vella Gulf，1943年8月6日-8月7日）是太平洋战争中的一场海上战斗。在此次海战中，4艘运送兵员和补给品的日本驱逐舰在科隆班加拉岛和维拉拉维拉岛之间的水域遭遇6艘美国驱逐舰。在随后的战斗中，美军利用雷达优势击沉3艘日本驱逐舰，而自身毫无损伤，从而取得了此次海战的决定性胜利。

## 背景
1942年8月，盟军攻占瓜达尔卡纳尔岛，日本随即在所罗门群岛区域展开大规模反攻，战斗进入白热化阶段。1943年7月13日，在科隆班加拉海战胜利后，日军在科隆班加拉岛上的陆军部队已增至12,400人，主要集中在岛屿南部。为了向该岛运送补给，日本组织了东京快车行动。许多老式驱逐舰被改装为快速运输舰，利用夜色的掩护运送补给品，再在太阳升起前离开，这样可以有效避免遭到空袭。7月19日至8月1日，日本先后派出3次东京快车运输队，均取得成功。在8月2日清晨，一艘日本驱逐舰还撞沉了由未来美国总统约翰·肯尼迪指挥的PT-109號鱼雷快艇。

## 战斗
8月6日晚，日本再次派出一支东京快车运输队。4艘驱逐舰（荻风号、岚号、时雨号、江风号）在杉浦嘉十海军上校的指挥下，奉命运送950名部队和补给品前往新乔治亚岛。同时，美国第31.2战斗群，包括6艘驱逐舰（丹洛普号、克拉文号、莫里号、朗格号、斯特瑞特号、斯塔克号），在弗里德里克·穆斯布鲁格海军上校的指挥下在维拉拉维拉岛附近游弋，以拦截任何试图运送补给的日本舰队。23时33分，美国雷达发现日军编队。由于吸取了塔萨法隆加海战的教训，美军火炮一直保持静默，直到发射了鱼雷后各舰主炮才开火。日本人猝不及防，4艘驱逐舰全部被鱼雷击中，其中3艘在失去战斗力后被炮火击沉。击中时雨号的鱼雷未能引爆，时雨号随即利用夜色逃出战场。由于美军巧妙地利用科隆班加拉岛作为掩护，日军雷达无法区分岛上的山脉和美国军舰，因此无从还击。在战斗中，没有一艘美军军舰受伤。
此次海战造成1,210名日本海陆军官兵阵亡，另外300人游泳到维拉拉维拉岛后被救起，指挥官杉浦嘉十则幸运生还。

## 后事
维拉湾海战是美国在夜间鱼雷战中的首次胜利。此次海战后，日本海军由于驱逐舰短缺，已无力支援科隆班加拉岛上的陆军部队。而美国人则于8月15日跳过科隆班加拉岛，直接在维拉拉维拉岛上登陆。